# Villa Olímpica de Santiago

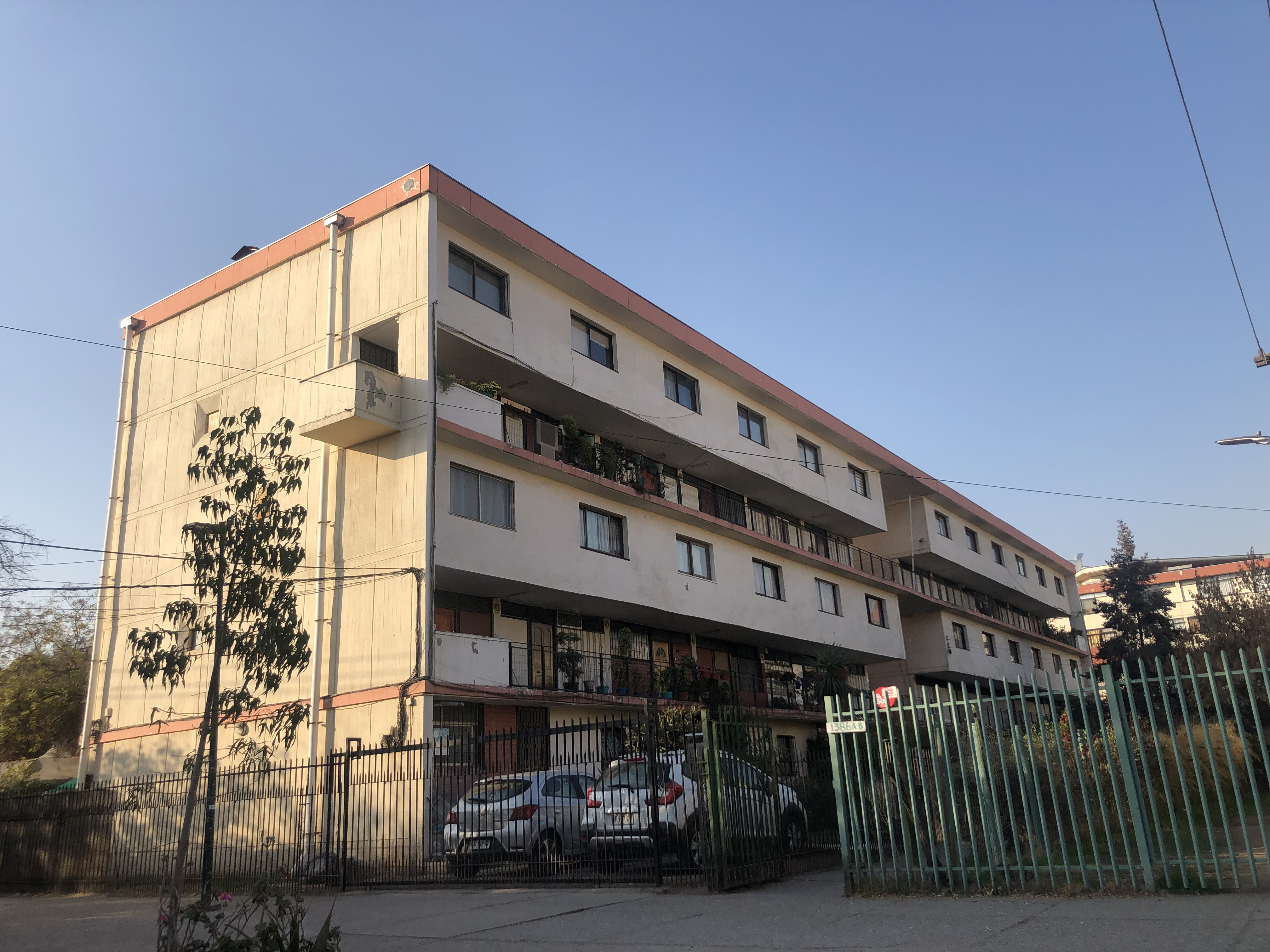
Edificio de la Villa Olímpica de Santiago.

La Villa Olímpica es un conjunto  de viviendas sociales edificado en Santiago de Chile con motivo de la realización de la Copa Mundial de Fútbol de 1962 en dicha ciudad, durante el gobierno de Jorge Alessandri.

## Historia
La Villa Olímpica comenzó su edificación en 1961, año en el cual los terrenos colindantes al Estadio Nacional de Chile fueron urbanizados con el fin de brindar una mejor infraestructura a los asistentes de la Copa Mundial de Fútbol de 1962, que se realizaría en Chile. El terreno, que tradicionalmente fue conocido como la chacra Lo Valdivieso, fue adquirido por el Servicio de Seguro Social del Estado chileno y luego traspasado a la Corporación de la Vivienda (CORVI), antecesor del Ministerio de Vivienda y Urbanismo de Chile (MINVU). La CORVI realizó un concurso público para proyectos arquitectónicos con el fin de construir un conjunto habitacional que se llamaría Población Doctor Exequiel González Cortés, asignando para ello un paño de tierra de 28 hectáreas, vivienda que sería destinada principalmente a empleados particulares y públicos.
La idea del proyecto era hermosear los sectores aledaños al Estadio Nacional, que hasta entonces eran sitios eriazos y tierras improductivizadas. Además de mostrar el desarrollo pujante de la nación en el marco del Campeonato Mundial de Fútbol, su línea de diseño modernista proyectaría la imagen de un país en vías de modernización. Así, el primer objetivo de las nuevas construcciones era dar alojamiento a las comitivas nacionales asistentes al evento, así como a los turistas que llegarían desde todos los puntos del globo al país. Un informe elaborado por las antropólogas Soledad Martínez y Marcela Moreno en el año 2000, relata que la idea fue que los turistas aportaran como pago de alojamiento sumas que ayudaran a rebajar el costo definitivo de los departamentos en beneficio de los futuros compradores, sin embargo tal propósito no llegó a cumplirse debido a que la villa no logró estar terminada completamente hacia el inicio del Mundial, y las escasas edificaciones terminadas alojaron a los cuerpos técnicos de los equipos visitantes. Una vez terminada la Villa, y en honor al evento futbolístico, en septiembre de 1962 se publicó en el Diario Oficial un decreto que concedió la propiedad de un departamento en la villa a cada uno de los jugadores que integraron el seleccionado nacional, como también al entrenador y su ayudante.
Los arquitectos que proyectaron este conjunto habitacional se organizaron en dos grupos, ambos provenientes de la Universidad de Chile: el primer equipo estaba formado por Rodolfo Bravo, Jorge Poblete y Ricardo Carvallo, cuya propuesta estaba orientada a “mejores viviendas”; y el otro fue constituido por Pablo Hegedus, Julio Mardones, Gonzalo Mardones y Sergio González, que se orientaron más a una “propuesta urbanística moderna” para el nuevo barrio. Además de los arquitectos, el proyecto fue apoyado por las empresas Gama, S. Marinovic, M.Collados, Donate y Berenger. El modelo propuesto por ambos equipos permitió levantar conjuntos económicos y de calidad compuestos por viviendas y un importante equipamiento de servicios y áreas de esparcimiento.

### Dictadura militar
Durante la dictadura militar de Augusto Pinochet, la Villa Olímpica fue escenario de una de las ejecuciones llevadas a cabo en el marco de la denominada Operación Albania o Matanza de Corpus Christi: operativo realizado por la Central Nacional de Informaciones (CNI) que acabó con la vida de doce integrantes del grupo guerrillero armado Frente Patriótico Manuel Rodríguez (FPMR). En el marco de ésta, un centenar de agentes de la CNI y carabineros rodeó el dúplex 213 del block 33 de la Villa cerca de la medianoche. En él, el frentista y partícipe del atentado contra Pinochet de 1986 Julio Guerra Olivares (conocido al interior del FPMR como "Guido") arrendaba una pieza a Sonia Hinojosa. Tras lanzar al interior del departamento una bomba lacrimógena militar, el agente de la CNI Fernando Burgos ingresó al inmueble con una máscara de gas y abatió a Guerra con cuatro disparos de corta distancia en el baño del segundo piso, donde éste se encontraba escondido.
Asimismo, inmediatamente luego del Golpe de Estado del 11 de septiembre de 1973, el Estadio Nacional, dependencia colindante a la Villa, fue uno de los centros de detención y tortura más importantes de la dictadura militar a nivel nacional.

### Terremoto de 1985
Tras el terremoto del 3 de marzo de 1985, muchas de las torres debieron ser reparadas, incluso en algunos casos efectuándose demoliciones parciales. El colapso de algunos pilares estructurales en las unidades de departamentos dúplex debió ser reparado eliminando una corrida entera de departamentos, acortando la extensión inicial de las torres. En el sector de las pasarelas que conectan a las unidades entre sí, se instalaron marcos de acero que sostuvieran esas estructuras y el tránsito cotidiano a través de ellas con el fin de evitar un colapso ante otro eventual terremoto, reparación que evitó que durante el terremoto de 2010 las pasarelas cedieran.

### Terremoto de 2010
Por causa del terremoto del 27 de febrero de 2010, gran parte de los edificios en altura que conforman la Villa Olímpica sufrió daños debido a la intensidad del sismo, la antigüedad de las edificaciones y la mala mantención debido a la falta de preocupación de las autoridades estatales y municipales en dicho sector. El Estado chileno, a través del MINVU, asignó un presupuesto de 10.000 millones de pesos para la reparación de las viviendas del sector, remodelación que se realizó en conjunto con la asamblea de organizaciones vecinales. Dichas gestiones culminaron en la declaración y reconocimiento del barrio como Zona Típica de Santiago durante el año 2010, en el marco de las celebraciones del Bicentenario de Chile.

## Ubicación
La Villa Olímpica está ubicada en el sector sur-poniente de la comuna de Ñuñoa, en el sector centro-oriente de la ciudad de Santiago. Al poniente limita con la Avenida Lo Encalada (ubicándose a cuadras de los talleres de San Eugenio, instalaciones ferroviarias del Metro de Santiago); al sur limita con la Avenida Carlos Dittborn (cuyo nombre viene del dirigente del fútbol y Presidente del Comité Organizador de Chile del Mundial del 62 en Chile); al oriente colinda con Avenida Marathon y el Estadio Nacional de Chile; y al norte limita en toda su extensión con Avenida Grecia, una importante vía del sector oriente de Santiago.

### Sitios de interés cercanos a la Villa Olímpica

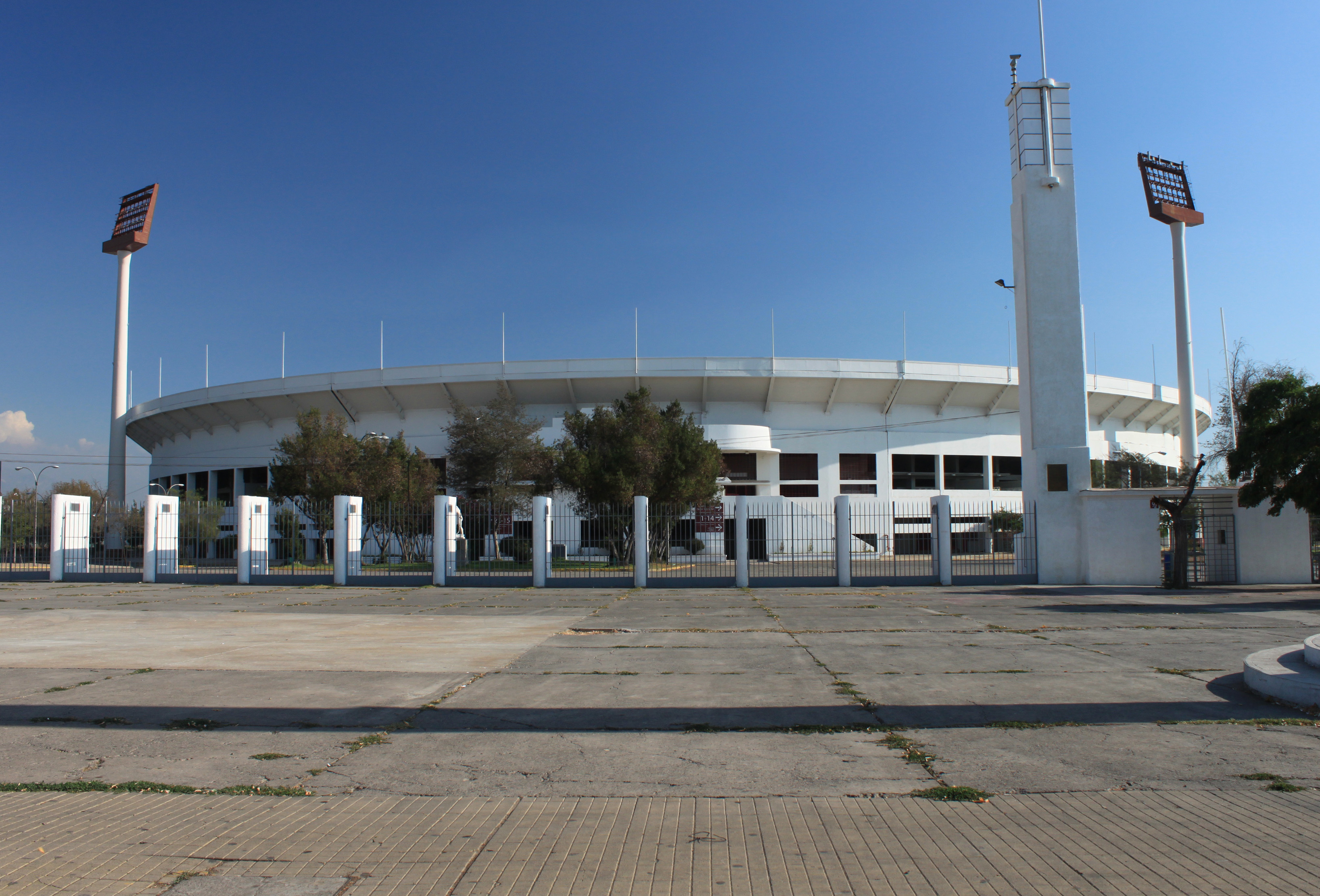
Estadio Nacional, complejo deportivo que colinda con la Villa Olímpica.

- Estadio Nacional de Chile, complejo deportivo y lugar de memoria.
- Instituto de Salud Pública de Chile del Ministerio de Salud de Chile
- Estación Ñuble, línea 5 del Metro de Santiago
- Los talleres de San Eugenio, dependencias ferroviarias del Metro de Santiago
- El Conjunto EMPART o Complejo Habitacional Salvador y Ampliación Ñuñoa, un conjunto de vivienda social construido durante la década del cuarenta, declarado zona típica y monumento nacional el año 2010.

## Valor patrimonial
Su diseño y construcción estuvieron profundamente influenciados por el movimiento modernista europeo, cuyo mayor exponente fue el arquitecto suizo Le Corbusier. La Villa Olímpica fue una de las primeras experiencias modernistas monumentales de vivienda social en la ciudad de Santiago, cuya arquitectura propiciaba una perspectiva funcional y de escala humana, en la cual se cuidaban con detalle aspectos que hasta entonces estaban reservados únicamente para la "alta" vivienda urbana: la buena iluminación, la buena ventilación, la construcción de amplias vistas al paisaje, el cuidado emplazamiento de las dependencias con respecto a la luz solar, la convivencia armónica entre las unidades de vivienda, entre otros.

### Tipos de construcción en la Villa Olímpica
- Torre monumental de 15 pisos

Ubicada al centro de la Villa Olímpica, la torre monumental de 15 pisos fue por un breve periodo el edificio más alto de Chile, siendo superado en la misma década de 1960 por el Edificio Cooperativa Vitalicia en Valparaíso y las Torres de Tajamar en Santiago. La fábrica Cementos Polpaico, principal proveedor de la obra gruesa de la Villa, utilizó al edificio como emblema de la resistencia de su material en algunas campañas publicitarias durante la década de 1960.
- Simplex o departamentos de un piso

Existen múltiples diseños y versiones del departamento de un piso, los cuales varían según el año de construcción. Mientras algunos de ellos se ubican en la planta baja de las unidades de 5 pisos, otros se ubican en unidades de 4 pisos donde cuentan con un balcón que es compartido entre dos departamentos diferentes.
- Dúplex o departamentos de dos pisos

Ubicados en los pisos 2-3 y 4-5 de las unidades de 5 pisos, los dúplex se han convertido en una de las viviendas más características de la Villa Olímpica. Existen dos modelos de dúplex distintos que a su vez tienen dos versiones diferentes cada uno y variaciones en el caso de los que se ubican en las esquinas (cambian de orientación conservando la misma planta). Las diferencias entre ambos son mínimas, radicando las más notorias en el tamaño y número de los balcones asignados, la orientación de la escalera, el número de armarios integrados al muro y la cantidad de baños (de 1 a 2).
- Casas

Aunque muy pocas en número, las casas de la Villa Olímpica se encuentran repartidas en toda la extensión del barrio, y cuentan con un diseño similar al de los dúplex más antiguos. Entre sus características más evidentes está la doble salida (una en el frontis de la casa y otra en la parte posterior), los dos pisos y la propiedad de un patio/estacionamiento común entre las viviendas, que son pareadas.

### Servicios al interior de la Villa Olímpica
La Villa Olímpica cuenta, desde sus inicios, con múltiples servicios que fueron planificados para sus habitantes, siendo los más notables la existencia de dos escuelas públicas, un supermercado de la cadena Unimarc, múltiples áreas verdes recreacionales y un complejo de tiendas y almacenes ubicados en la planta baja de la torre monumental.

## Organizaciones sociales
Con motivo del terremoto de 2010, la actividad vecinal de la Villa Olímpica se revitalizó, estableciendo una Asamblea de Vecinos de Villa Olímpica con extensa presencia en el barrio y un amplio programa de penetración social. Dicha asamblea se autodenomina una Organización Comunitaria Funcional de Ñuñoa que trabaja por la recuperación del barrio y en beneficio de los damnificados del 27F. Entre sus múltiples tareas, la asamblea posee un boletín de comunicación interna, brigadas de aseo comunitarias, actividades de extensión (tocatas, fiestas, reuniones, operativos de salud y ferias) y una biblioteca comunitaria ambulante llamada "La Colorina" en honor a la poetisa chilena y ex habitante de la Villa Stella Díaz Varín.

## Vecinos ilustres
- Stella Díaz Varín, destacada poeta.
- Arturo Godoy, reconocido boxeador nacional.
- Nino García, músico y compositor.
- Edesio Alvarado Barceló, escritor y poeta.
- Juan Azúa, director de orquesta.
- Jorge Cruz, conocido humorista.
- Humberto Cruz, exseleccionado nacional de fútbol.
- Caupolicán Peña, entrenador de fútbol.
- Diego Adrián, cantante de Reggaeton
- Roberto García, activista, periodista y poeta nacional